# 세종도원초등학교
세종도원초등학교는 대한민국 세종특별자치시가 교육기본법에 따라 설치한 초등학교이다. 조치원읍 죽림리와 신흥리 서부(세종로 서쪽)에 대규모 아파트 단지가 조성되면서, 2009년 3월 조치원읍에 접한 연서면 월하리에 신설되었다.

## 학교 연혁
- 2009. 03. 01 연기도원초등학교 15학급 개교
- 2015. 03. 01 연기도원초에서 '세종도원초'로 교명 변경

## 참고 자료
- 세종도원초등학교 - 한국교육학술정보원 학교알리미